# 神原周
神原 周（かんばら しゅう、1906年9月22日 - 1999年12月7日）は日本の化学者。ゴムや合成繊維の研究を行なった。教え子には白川英樹らがいる。

## 経歴

### 誕生から学生時代
1906年9月22日、東京府東京市本郷区真砂町（現・東京都文京区本郷）で、大蔵省の官僚などを務めた神原伊三郎と夫見子の三男として生まれた。本郷小学校在学中に、第一次世界大戦終結時の株式相場の暴落によって父が破産の危機に直面したが、母のへそくりや父の同級生だった岩垂邦彦の援助もあり、成城中学校に進学することができた。中学時代はロマン・ロランやギ・ド・モーパッサンの作品を愛読する文学少年だったという。
1924年、第一早稲田高等学院に進学する。中学の同級生で『戦旗』編集長を務めた佐藤武夫と交流があったため特高にマークされる時期もあったという。高等学院卒業後は早稲田大学の理工学部に進み、応用化学科の松井元太郎の研究室で卒業研究に取り組み、スズや硫黄の融点を測定した。1930年に卒業し、同時に東京工業大学に異動した松井の下で助手として採用された。

### 助手時代
松井の指導により、着任後の夏休み期間を使って東工大の附属図書館の蔵書40万冊の全てに目を通したという。1934年に田中芳雄の要望によって同大学内の田中研究室の助手となり、無機物理科学から応用化学に専門を移してゴムの加硫などの研究に取り組んだ。
海軍の顧問も務めていた田中を通じ、1938年に海軍航空技術廠からドイツ製のOリングの分析を指示され、ペルブナンと呼ばれるその合成ゴムがアクリロニトリルを成分としていることを突き止めた。海軍からは同等品の開発を命じられたが、エタノールからエチレンを合成するところから自分で行わなければならず、さらに数段階を経てアクリロニトリルやブタジエンを合成しても一斗缶（=18リットル）のアルコールから数グラムの共重合体を得るのがやっとだった。このため生産プロセスへの移行は無理だと説明したが、理解力のない若い海軍将校からは「大和魂でやればできる」などと言われて閉口したという。

### 研究室独立後
この頃に独立して自分の研究室を立ち上げ、1940年には日東紡績から派遣されてきた間宮保三、松井信七とともにポリアクリロニトリルを濃硫酸に溶かして透明で強度の高い合成繊維を得ることに成功した。この繊維は「シンセン」と命名されて1941年に特許が成立し、1944年に空襲で間宮が亡くなった事もあって研究は中断したが、溶媒を濃硝酸に変えて1959年に旭化成からカシミロンという名称で商品化されている。
1944年7月には、加工プロセスにより生ゴム溶液の導電率が変化する事を明らかにした『天然ゴムおよび合成ゴムの基礎的研究』で東京帝国大学から工学博士号を取得している。戦争末期は空襲の被害にあった研究者を自宅に収容しながら業務を続け、風船爆弾や飛行機の風防ガラスなどの研究も行なっていた。
第二次世界大戦が終わると、ゴムの加硫工程における基礎的な知見の解明を研究テーマとし、天然ゴムと硫黄の反応生成物を硫酸-過酸化水素で酸化して硫黄架橋の構造を明らかにするなどの成果を挙げた。1946年には教授に昇任し、1952年に文部省の海外派遣留学生制度が復活するとその第一陣の一人として渡米した。ブルックリン工科大（現・ニューヨーク市工科大学）やマサチューセッツ工科大学、アクロン大学などで学んだ。
2年間の留学後、通産省の依頼を受けて、加藤辨三郎を団長とする合成ゴム工業調査団に参加し、アメリカおよびヨーロッパ各地のタイヤ工場および石油化学工場を視察した。帰国後はその経験を活かし、日本開発銀行や日本興業銀行のコンビナート向け融資の技術審査などにも携わっている。
研究面では、1953年の発見を受けてチーグラー・ナッタ触媒を扱うようになり、三井化学との共同研究などを行なった。同触媒の研究はポリアセチレンの合成へと発展し、後に教え子である白川英樹のノーベル化学賞受賞の研究につながっている。1962年から翌年にかけて日本ゴム協会の会長を務めた。1971年から3年間、高分子学会の会長を務めた。

### 東工大退官後
1967年に東京工業大学を定年で退官し、東京農工大学の教授や工学部長を1970年まで務めた。この傍ら、1969年から2年間日本化学会の副会長も務めている。再び定年を迎え農工大を退官した後は全国石油工業協同組合の潤滑油中央技術研究所所長に就任し、1971年から1974年までは高分子学会の会長を務めた。
1980年からは化学品検査協会（現・化学物質評価研究機構）の理事長を務めている。同協会では化審法の対象物質の適合検査のため、無菌動物の手配なども行なった。また、同協会在職中に夫人の勧めを受けてカトリック教会に入信して洗礼を受けている。晩年まで活動的だったが、心臓の不調を感じて自ら病院に行った翌日の1999年12月7日に心筋梗塞で逝去した。93歳。

## 教育者として
講義では先端的な研究の話題を積極的に取り上げ、刺激を受けた多くの学生が神原の研究室を志望した。弟子たちの研究については、法螺に近いほどスケールの大きな目標を立てて指導を行なっていたという。
大学教授になった教え子は山崎升や白川英樹ら約20名に上り、東工大、東京農工大、非常勤講師を務めた早稲田大学も含めて教えを受けた卒業生は1,000名以上といわれる。

## 顕彰・栄典
- オーエンスレーガー賞（日本化学会、日本ゴム協会）：1960年、『加硫ゴムの構造に関する研究』[14]
- 紫綬褒章：1966年[8]
- 勲二等瑞宝章：1977年[8]